# Tropicana (Club)

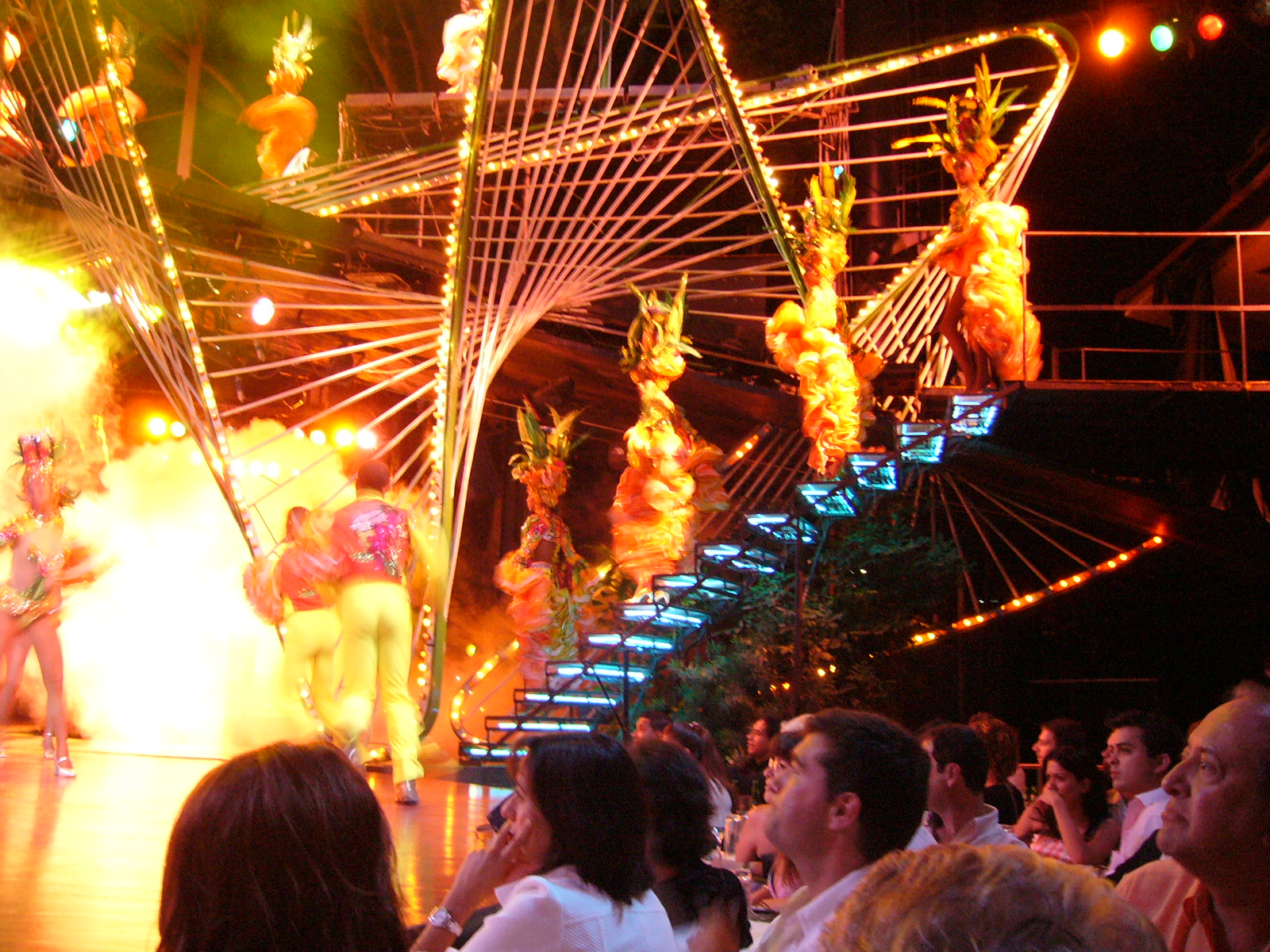
Tropicana-Vorstellung (2007)

Das Tropicana ist ein Freiluft-Revuetheater und Nachtclub in der kubanischen Hauptstadt Havanna. Es wurde 1939 auf einer Fläche von 24.000 m² im Stadtteil Marianao eröffnet.
Beworben als das Paradies unter den Sternen wurde das Tropicana bekannt für seine Tänzerinnen, Conga- und Salsa-Tanz sowie die farbenfrohen Produktionen.
Im Unterschied zu europäischen Kabaretts liegt der Schwerpunkt der Show auf Tänzen mit einer Vielzahl von Beteiligten. Das Tropicana wurde u. a. vom Choreographen Roderico „Rodney“ Neyra geleitet.
Bekannte Stars waren Xavier Cugat, Carmen Miranda, Nat King Cole, Josephine Baker und Roberto Blanco.
Liebhaber des Tropicana waren Édith Piaf, Ernest Hemingway, Jimmy Durante und Marlon Brando.

## Geschichte
Das erste Grundstück wurde von Guillermina Pérez Chaumont gemietet, bekannt als Mina. Die tropischen Gärten ihrer „Villa Mina“ boten eine üppige natürliche Kulisse für ein Freiluftkabarett. Victor de Correa sorgte für Bewirtung und Unterhaltung, während Rafael Mascaro und Luis Bular im Speisesaal des Hauses ein Casino betrieben. Mit einem Fanfarenstoß des Orquesta Alfredo Brito wurde der Club am 30. Dezember 1939 eröffnet.
Correa wurde aus dem Geschäft gedrängt, als Martin Fox die Villa Mina 1950 kaufte. Fox engagierte den Architekten Max E. Borges (1918–2009), welcher die Arcos de Cristal des Tropicanas, parabolische Betonbögen und Glaswände zur Überdachung der Bühne, schuf. Der Bau dauerte das ganze Jahr 1951. Am 15. März 1952 wurde das klimatisierte neue Kabarettgebäude Arcos de Cristal eröffnet. Insgesamt verfügte das Tropicana nun über 1700 Plätze im Innen- und Außenbereich. Das Gebäude wurde 1953 mit dem kubanischen Nationalpreis für Architektur ausgezeichnet. Ab 1956 bot die Fluggesellschaft Cubana ein Tropicana Special mit einem Hin- und Rückflug bis zum nächsten Morgen in Miami an. Kurz nach der Kubanischen Revolution von 1959 wurde das Unternehmen wie die übrigen Hotels und Casinos von der neuen Regierung unter Fidel Castro entschädigungslos verstaatlicht, der ehemalige Besitzer Fox floh nach Miami, wo er 1964 starb. 2002 erhielt das Tropicana offiziell den Status eines nationalen Kulturdenkmals.
Jeden Abend werden zwei Shows mit ca. 200 Tänzerinnen gezeigt. Beim Tanz der Kronleuchter tragen die Tänzerinnen eine Lampenkette mit elektrischer Beleuchtung. Das Tropicana gehört zu den teuersten Ausgehzielen Havannas und wird überwiegend von wohlhabenden ausländischen Touristen besucht.

## Dokumentarfilm
- Thomas Wallner: Tropicana, Kabarett der Träume. Kanada/Kuba 2006/2009, 52 Minuten